# Persoonia scabra
Persoonia scabra är en tvåhjärtbladig växtart som beskrevs av Robert Brown. Persoonia scabra ingår i släktet Persoonia och familjen Proteaceae. Inga underarter finns listade i Catalogue of Life.